# Scânteia (Iași)
Scânteia è un comune della Romania di 4 539 abitanti, ubicato nel distretto di Iași, nella regione storica della Moldavia.
Il comune è formato dall'unione di 7 villaggi: Bodești, Boroșești, Ciocârlești, Lunca Rateș, Rediu, Scânteia, Tufeștii de Sus.